# Abram (okręg Bihor)
Abram – wieś w Rumunii, w okręgu Bihor, w gminie Abram. W 2011 roku liczyła 865
mieszkańców.